# Simon Källström
Simon Alexander Källström, född 14 mars 1998 i Eslöv, är en svensk handbollsspelare (vänsternia). 

## Klubblagskarriär
Källström hade framgångar i ungdomshandbollen och vann Sverigecupen 2013 med Skånelaget och USM för A-pojkar 2015 med Ystads IF. Han har hittills inte spelat i någon klubb i högsta serien Handbollsligan men flera säsonger i näst högsta serien herrallsvenskan. Källström började sin karriär i Eslövs HF. Han spelade sedan två år för Ystads IF men bara i juniorlaget och utvecklingslaget. Säsongen 2017/2018 var han utlånad till allsvenska Skånela IF.
Efter året i Skånela anslöt han till Kungälvs HK. Efter två år i Kungälv hamnade han i Kärra HF. Men redan innan han spelat ett år i Kärra gick han till Amo HK i januari 2021. Det blev en kort visit för Simon Källström i Amo HK och i oktober 2021 lämnade han klubben för att ansluta till Anderstorps SK. Med Anderstorps SK vann han herrallsvenskans skytteliga, med 177 gjorda mål säsongen 2021/2022. Efter säsongen 2022 anslöt han till HK Varberg.

## Landslagsspel
2016/2017 spelade han 15 ungdomslandskamper och gjorde 29 mål i dessa matcher.